# Гереженівська сільська рада
Гереже́нівська сільська́ ра́да — адміністративно-територіальна одиниця та орган місцевого самоврядування в Уманському районі Черкаської області. Адміністративний центр — село Гереженівка.

## Загальні відомості
- Населення ради: 778 осіб (станом на 2001 рік)

## Населені пункти
Сільській раді були підпорядковані населені пункти:
- с. Гереженівка

## Склад ради
Рада складалася з 12 депутатів та голови.
- Голова ради: Бень Людмила Валеріївна
- Секретар ради: Стрембіцька Світлана Миколаївна

### Керівний склад попередніх скликань
| Прізвище, ім'я, по батькові | Основні відомості                                                         | Дата обрання | Дата звільнення |
| --------------------------- | ------------------------------------------------------------------------- | ------------ | --------------- |
| Король Сергій Іванович      | Сільський голова, 1965 року народження, безпартійний                      | 26.03.2006   | 14.03.2009      |
| Бень Людмила Валеріївна     | Сільський голова, 1974 року народження, освіта вища, член Народної партії | 02.08.2009   | 31.10.2010      |
| Бень Людмила Валеріївна     | Сільський голова, 1974 року народження, освіта вища                       | 31.10.2010   |                 |

Примітка: таблиця складена за даними сайту Верховної Ради України

### Депутати
За результатами місцевих виборів 2010 року депутатами ради стали:

#### За суб'єктами висування
| Суб'єкт висування | Кількість обраних депутатів | %    |
| ----------------- | --------------------------- | ---- |
| Партія регіонів   | 10                          | 83,3 |
| Самовисування     | 2                           | 16,7 |

#### За округами
| № округу        | Прізвище, ім'я, по батькові     | Дата визнання обраним | Освіта             | Партійна приналежність | Відомості про обраного депутата                                       |
| --------------- | ------------------------------- | --------------------- | ------------------ | ---------------------- | --------------------------------------------------------------------- |
| Партія регіонів |                                 |                       |                    |                        |                                                                       |
| 1               | Уманчик Тетяна Іванівна         | 31.10.2010            | вища               | позапартійна           | Гереженівськасільськарада, головний бухгалтер                         |
| 2               | Дяченко Тетяна Василівна        | 31.10.2010            | вища               | позапартійна           | Гереженівськасільськарада, касир                                      |
| 3               | Кучер Валентина Григорівна      | 31.10.2010            | середня спеціальна | позапартійна           | ДП «Ілліч-Агро Умань», бухгалтер                                      |
| 4               | Тонкоглаз Валентина Миколаївна  | 31.10.2010            | середня спеціальна | позапартійна           | ДП «Ілліч-Агро Умань», бухгалтер                                      |
| 5               | Стрембіцька Світлана Миколаївна | 31.10.2010            | вища               | член Партії регіонів   | Гереженівськасільськарада, секретар                                   |
| 6               | Лисиця Алла Сергіївна           | 31.10.2010            | вища               | позапартійна           | ДП «Ілліч — Агро Умань», зав. СТФ                                     |
| 7               | Руденко Людмила Михайлівна      | 31.10.2010            | середня спеціальна | позапартійна           | пенсіонер                                                             |
| 8               | Науменко Дмитро Петрович        | 31.10.2010            | вища               | позапартійний          | пенсіонер                                                             |
| 9               | Гончаренко Ольга Григорівна     | 31.10.2010            | середня спеціальна | позапартійна           | Територіальний центр соціального обслуговування, соціальний працівник |
| 10              | Мельниченко Віра Іванівна       | 31.10.2010            | середня спеціальна | позапартійна           | ДП «Ілліч — Агро Умань», завідую-ча кадрами                           |
| Самовисування   |                                 |                       |                    |                        |                                                                       |
| 11              | Осадчук Микола Олексійович      | 31.10.2010            | середня            | позапартійний          | тимчасово не працює                                                   |
| 12              | Залізняк Надія Петрівна         | 31.10.2010            | середня спеціальна | позапартійна           | ДП «Ілліч — Агро Умань», обліковець                                   |